# Haagse Lobby
Haagse Lobby is een televisieprogramma van WNL waar in de wandelgangen van de Eerste en Tweede Kamer het voormalige gezicht van RTL Nieuws Rick Nieman uitzoekt hoe lobbyisten politici bespelen en hoeveel effect dat heeft. Het programma wordt uitgezonden op vrijdagavond op NPO 2.
Op NPO Radio 1 wordt dit programma elke maandag tussen 20.30 en 21.30 uur gemaakt; gepresenteerd door Martijn de Greve.